# Karl Haushofer
Karl Ernst Haushofer (München, 27. kolovoza 1869. – Hartschimmel kraj Pähla, 13. ožujka 1946.), njemački geograf i geopolitičar.
Period od 1908. do 1910. proveo je u Japanu gdje je promatrao državinu ekspanzionističku politiku u Aziji i skupljao podatke za političku geografiju te zemlje. Nakon svog odlaska u mirovinu 1919., okrenuo se Njemačkoj, te je postao vođa Instituta za geopolitiku u Münchenu. Imao je velik utjecaj na njemačku vojsku i Adolfa Hitlera. Zbog istrage za počinjenje ratnih zločina nakon njemačkog poraza u Drugom svjetskom ratu, on i njegova supruga Židovka počinili su samoubojstvo.

## Vanjske poveznice
- Deutsche Historische Museum of Berlin: Lebendiges virtuelles Museum Online: Biography: Karl Haushofer (Retrieved 25 July 2005)
- Encyclopædia Britannica entry
- Karl Haushofer: The Father of Geopolitik by Radbod (Retrieved 25 July 2005)
- The Columbia Encyclopedia, Sixth Edition entry on Karl Haushofer
- "The Last Secrets of the Axis", The History Channel
- Geopolitics, the United States, the Eurasian Continental Bloc, and China by Bertil Haggman
- The Haushofer Connection chapter two of The Swastika and the Nazis by Servando González
- Humanitas International Haushofer entry